# ミニョネット号事件
ミニョネット号事件（ミニョネットごうじけん）とは、19世紀に漂流船上で起きた食人のための殺人事件とイギリスで行われた裁判を総称していう。

## 事件の概要
1884年7月5日、イギリスからオーストラリアに向けて航行していたイギリス船籍のヨットミニョネット号 (Mignonette) は、喜望峰から1600マイル（約1800キロメートル）離れた公海上で難破した。船長、船員2人、給仕の少年の合計4人の乗組員は救命艇で脱出に成功したが、艇内にはカブの缶詰2個以外食料や水が搭載されておらず、雨水を採取したり漂流5日目に捕まえたウミガメなどで食い繋いだりするが、漂流18日目には完全に底をついた。19日目、船長は、くじ引きで仲間のためにその身を捧げるものを決めようとしたが、船員の1人が反対した為中止された。しかし20日目、船員の中で家族もなく年少者であった給仕のリチャード・パーカー（17歳）が渇きのあまり海水を飲んで虚脱状態に陥った。船長は彼を殺害、血で渇きを癒し、死体を残った3人の食料にしたのである。

## 裁判
24日目に船員3名はドイツ船に救助され生還したが、母国に送還されると殺人罪で拘束された。しかし彼らは人肉を得るためパーカーを殺害したのは事実だが、そうしなければ彼ら全員が死亡していたのは確実であり、仮にパーカーが死亡するのを待っていたら、その血は凝固してすすることはできなかったはずであると主張した。
そのため「カルネアデスの板」に見られる緊急避難を適用した違法性の阻却が考えられたが、イギリス当局は起訴。最初の裁判の陪審員は違法性があるか否かを判断できないと評決したため、イギリス高等法院が緊急避難か否かを自ら判断することになった。この事案に対して、イギリス高等法院はこれを緊急避難と認めることは法律と道徳から完全に乖離していて肯定できないとし、謀殺罪として死刑が宣告された。
しかし、世論は無罪が妥当との意見が多数であったため、当時の国家元首であったヴィクトリア女王から特赦され禁固6ヶ月に減刑された。

## 同様の事例
生存のために仲間の死体を食べる同様な事例は、
- 1816年のメデューズ号の筏事件 - テオドール・ジェリコーの油彩画『メデューズ号の筏』として有名。
- 1845年に失踪したジョン・フランクリン探検隊
- 1846年のシエラネバダ山脈でのドナー隊の遭難
- 1918年のアメリカ船デュマル号の遭難。
- 1943年のひかりごけ事件 - 武田泰淳が『ひかりごけ』として小説化。
- 1972年のアンデス山中でのウルグアイ空軍機571便遭難事故

など、世界各地で起きている。